# Phụng ân Trấn quốc công
Phụng ân Trấn quốc công (giản thể: 奉恩镇国公, phồn thể: 奉恩鎮國公, tiếng Mãn: ᡴᡝᠰᡳ ᠪᡝ
 ᡨᡠᠸᠠᡴᡳᠶᠠᡵᠠ
 ᡤᡠᡵᡠᠨ ᠪᡝ
 ᡩᠠᠯᡳᡵᡝ
 ᡤᡠᠩ, chuyển tả: kesi-be tuwakiyara gurun-be dalire gung) là một tước vị mà Hoàng đế nhà Thanh phong cho Tông thất và Ngoại phiên, tước vị này xếp thứ năm, dưới Cố Sơn Bối tử và trên Phụng ân Phụ quốc công.